# Алюцинк
Алюци́нк (Алюмоци́нк) (англ. Aluzinc®) — сплав алюмінію і цинку. Застосовується як антикорозійне покриття сталевих листів. Склад вперше був запатентований фірмою Bethlehem Steel (США) на початку 60-х років XX століття.

## Склад сплаву
У склад алюцинку входять:
- алюміній — 55 %;
- цинк — 43,4 %;
- кремній — 1,6 %.

Цинковий компонент покриття забезпечує додатковий захист сталевому листу в його незахищених місцях (зрізи), тоді як алюмінієвий компонент забезпечує тривалість бар'єрного захисту. Кремній додається з метою забезпечення кращої адгезії і потрібної реакції між сплавом і сталевим листом. Комбінований вплив цих металів забезпечує найкращий захист від корозії у порівнянні з іншими покриттями. При взаємодії алюмінію з киснем на поверхні матеріалу виникає захисна оксидна плівка, яка перешкоджає корозії і дозволяє зберегти зовнішній вигляд металевого виробу. При цьому сам виріб не темніє з часом (на відміну від оцинкованої сталі), не дряпається та не втрачає своїх якостей.

## Переваги
- у порівнянні з оцинкуванням покриття алюцинком дає приріст у довговічності служби сталевого листа в 3...4 рази  (в промислових зонах — у 6...7 разів) навіть у суворих атмосферних умовах;
- ціна продукції з алюцинковим покриттям у порівнянні з оцинкуванням є вищою, але, враховуючи зменшення затрат на ремонт та обслуговування, кінцеві затрати зменшуються;
- алюцинк відбиває до 81% (до 39% після тривалої експлуатації) сонячних променів[1]. Висока тепловідбивна здатність корисна, наприклад, при використанні сплаву у виробництві металочерепиці;
- добавки кремнію підвищують жаростійкість сплаву до + 315 °C

## Використання
Покриття з алюцинку знайшло широке застосування у:
- будівництві — виготовлення покрівель, облицювання, покриття профілів та плиток тощо;
- промисловості, при виготовленні корпусів, шаф, кондиціонерів, комп'ютерів, труб, електричного обладнання;
- побутовій техніці, при виготовленні пральних машин, сушильного обладнання, холодильників, печей, тостерів.